# Charl Schwartzel
Charl Adriaan Schwartzel (* 31. August 1984 in Johannesburg) ist ein südafrikanischer Profigolfer, der derzeit iM LIV Golf  spielt und zuvor auf der European Tour als auch der südafrikanischen Sunshine Tour aktiv war.

## Werdegang
Nach der Amateurkarriere im Juniorenbereich wurde er bereits mit 18 Jahren Berufsgolfer und qualifizierte sich im selben Jahr für die European Tour. Seit Dale Hayes war er der zweitjüngste südafrikanische Golfer auf dieser Turnierserie. In den Saisons 2003 und 2004 erspielte er ausreichend Preisgelder um sich seine Spielberechtigung zu sichern. Ende 2004 gewann er die Dunhill Championship, eines der führenden Turniere Südafrikas, welches sowohl zur European Tour der Saison 2005 als auch zur Sunshine Tour der Spielzeit 2004/2005 zählte. Damit holte Schwartzel sich gleichzeitig die Geldrangliste der südafrikanischen Turnierserie und erreichte in der European Tour Order of Merit 2005 den 52. Rang. Auch 2005/2006 gewann er die Sunshine Tour Wertung und durch seinen Sieg bei der Vodacom Tour Championship stieg Schwartzel erstmals in die Top 100 der Golfweltrangliste auf. 2006 erreichte Schwartzel mit dem 18. Platz seine bis dahin beste Platzierung in der europäischen Geldrangliste und danach gewann er die Gesamtwertung der Sunshine Tour zum dritten Male in Folge. 2010 wurde er Achter im Race to Dubai und gewann die Jahreswertung der Sunshine Tour zum vierten Male.
Den mit Abstand größten Erfolg seiner Karriere feierte Schwartzel mit dem Sieg beim The Masters 2011. 
2022 wechselte er zu LIV Golf.

## Turniersiege
- 2004: Dunhill Championship (European Tour der Saison 2005 und Sunshine Tour)
- 2006: Vodacom Tour Championship (Sunshine Tour)
- 2007: Open de España (European Tour)
- 2008: Madrid Masters (European Tour)
- 2010: Africa Open, Joburg Open (beide European Tour und Sunshine Tour)
- 2011: Joburg Open (European und Sunshine Tour), The Masters Tournament
- 2012: Thailand Golf Championship (Asian Tour), Alfred Dunhill Championship (European Tour 2013 und Sunshine Tour)
- 2013: Nanshan China Masters (OneAsia Tour), Alfred Dunhill Championship (European Tour 2014 und Sunshine Tour)
- 2015: Alfred Dunhill Championship (European Tour 2016 und Sunshine Tour)
- 2016: Tshwane Open (European Tour und Sunshine Tour), Valspar Championship (PGA Tour)
- 2022: LIV Golf Invitational London

## Resultate bei Major Championships
| Tournament            | 2003 | 2004 | 2005 | 2006 | 2007 | 2008 | 2009 | 2010 | 2011 | 2012 | 2013 | 2014 | 2015 | 2016 | 2017 | 2018 |
| --------------------- | ---- | ---- | ---- | ---- | ---- | ---- | ---- | ---- | ---- | ---- | ---- | ---- | ---- | ---- | ---- | ---- |
| The Masters           | DNP  | DNP  | DNP  | DNP  | DNP  | DNP  | DNP  | T30  | 1    | T50  | T25  | CUT  | T38  | CUT  | 3    | CUT  |
| US Open               | DNP  | DNP  | DNP  | T48  | T30  | DNP  | CUT  | T16  | T9   | T38  | 14   | CUT  | T7   | T23  | CUT  | CUT  |
| The Open Championship | CUT  | DNP  | CUT  | T22  | CUT  | DNP  | CUT  | T14  | T16  | CUT  | T15  | T7   | T68  | T18  | T62  | CUT  |
| PGA Championship      | DNP  | DNP  | DNP  | CUT  | CUT  | T52  | T43  | T18  | T12  | T59  | CUT  | T15  | T37  | T42  | T48  | T42  |

| Turnier               | 2019 | 2020 | 2021 | 2022 | 2023 | 2024 | 2025 |
| --------------------- | ---- | ---- | ---- | ---- | ---- | ---- | ---- |
| The Masters           | CUT  | T25  | T26  | T10  | T50  | CUT  | T36  |
| PGA Championship      | DNP  | T58  | CUT  | T60  | DNP  | DNP  |      |
| US Open               | DNP  | DNP  | T19  | DNP  | DNP  | DNP  |      |
| The Open Championship | DNP  | KT   | DNP  | DNP  | CUT  | DNP  |      |

LA= Bester Amateur

DNP = nicht teilgenommen

CUT = Cut nicht geschafft

„T“ geteilte Platzierung

KT = Kein Turnier (Ausfall wegen Covid-19)

Grüner Hintergrund für Sieg

Gelber Hintergrund für Top 10.

## Teilnahme an Teambewerben
- World Cup (für Südafrika): 2011
- Presidents Cup (für das internationale Team): 2011, 2013, 2015